# Svea Irving
Svea Irving (27 de febrero de 2002) es una deportista estadounidense que compite en esquí acrobático, especialista en la prueba de halfpipe. Consiguió una medalla de bronce en los X Games de Invierno de 2023.

## Medallero internacional
| X Games de Invierno | X Games de Invierno    | X Games de Invierno | X Games de Invierno |
| Año                 | Lugar                  | Medalla             | Prueba              |
| ------------------- | ---------------------- | ------------------- | ------------------- |
| 2023                | Aspen (Estados Unidos) | Medalla de bronce   | Superpipe           |